# Graham Oakey
Graham Oakey (Droitwich Spa, 5 ottobre 1954) è un ex calciatore inglese, di ruolo difensore.

## Carriera
Esordisce tra i professionisti all'età di 20 anni nella stagione 1974-1975 con il Coventry City, club di prima divisione, dove conquista fin da subito un posto da titolare giocando 31 partite di campionato. Nella stagione 1975-1976 viene impiegato con minor frequenza, riuscendo comunque a scendere in campo in 23 occasioni, a cui fanno poi seguito 13 presenze nella stagione 1976-1977.
Nella stagione 1977-1978 torna a giocare stabilmente da titolare, chiudendo però il suo campionato con 21 presenze a causa di un gravissimo infortunio ad un ginocchio subito nel dicembre del 1977, che di fatto pone fine alla sua carriera: rimane infatti in rosa fino a fine stagione ma, a parte un breve tentativo di rientro nella stagione 1978-1979 con i semiprofessionisti del Worcester City, di fatto si ritira nel 1979 all'età di 25 anni.
In carriera ha giocato complessivamente 88 partite nei campionati della Football League.

## Palmarès

### Club

#### Competizioni nazionali
- Southern Football League: 1

Worcester City: 1978-1979